# رابرت ویلیام گالوین
رابرت ویلیام گالوین (انگلیسی: Bob Galvin; ۹ اکتبر ۱۹۲۲ – ۱۱ اکتبر ۲۰۱۱) یک دانشمند اهل ایالات متحده آمریکا بود.
وی همچنین برندهٔ جوایزی همچون مدال ملی فناوری و نوآوری شده است.